# بوزان-راززد
بوزان-راززد (به لاتین: Buzan-razezd) یک منطقهٔ مسکونی در روسیه است که در استان آستراخان واقع شده‌است.